# Ô tiêu chuẩn

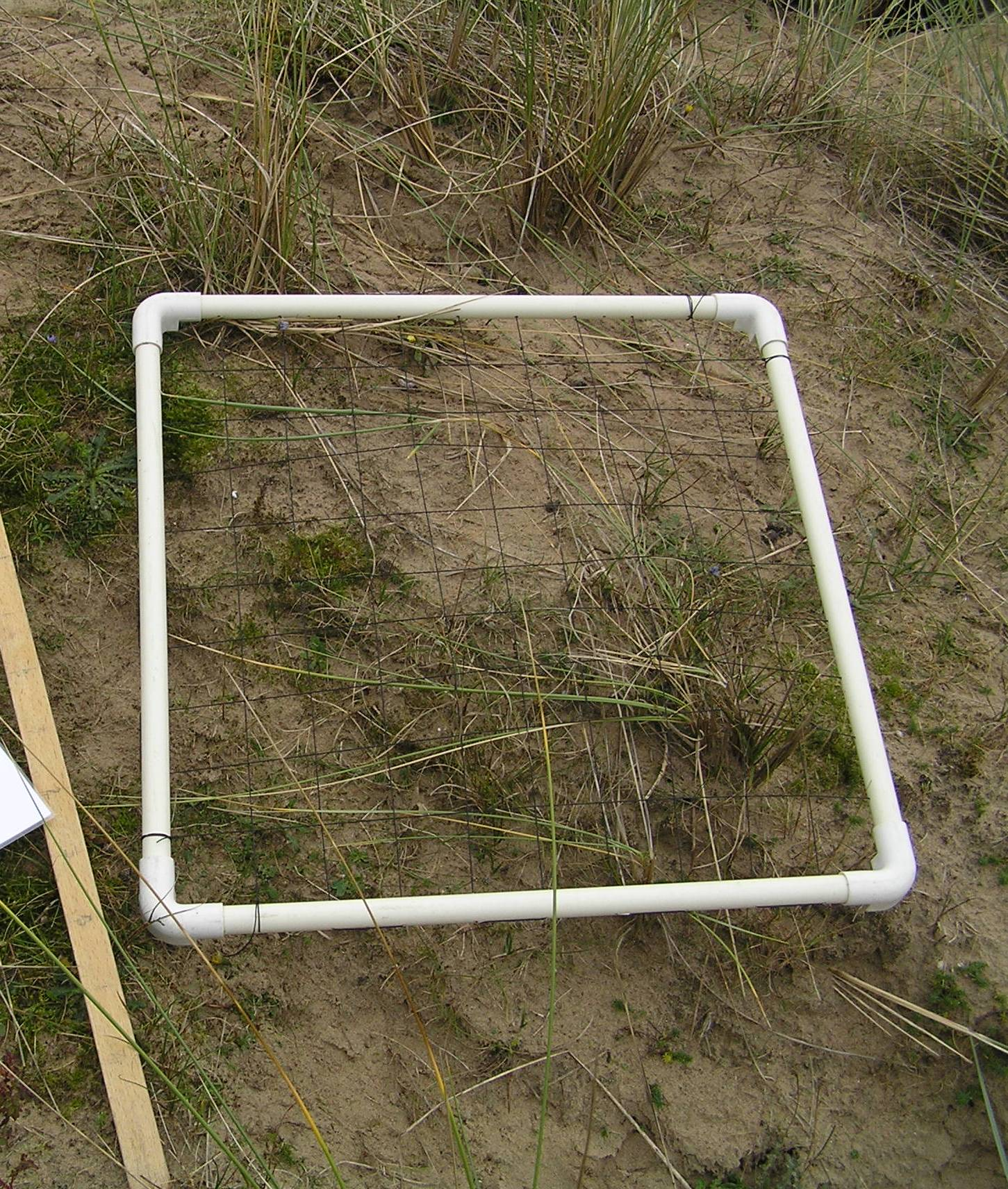
Một ô tiêu chuẩn (được chia nhỏ thêm bên trong) dùng để đo tỷ lệ phần trăm của một số loài nhất định.

Ô tiêu chuẩn là một giới hạn diện tích, thường là dạng hình vuông, được sử dụng trong sinh thái học và địa lý học nhằm tạo ra một đơn vị tiêu chuẩn của khu vực có diện tích lớn để nghiên cứu về sự phân bố của đối tượng nghiên cứu. Ô tiêu chuẩn trong thực tế có thể là hình chữ nhật, hình tròn hoặc đa giác lồi không đều dựng lên nhờ căng dây hoặc khung kim loại, thích hợp để lấy mẫu thực vật, động vật di chuyển chậm và một số sinh vật dưới nước.

## Lịch sử
Việc sử dụng ô tiêu chuẩn được phát triển tiên phong bởi các nhà sinh thái học thực vật R. Pound và Frederic Clements giữa năm 1898 và 1900. Phương pháp này sau đó được áp dụng nhanh chóng cho nhiều mục đích trong sinh thái học, chẳng hạn như nghiên cứu về diễn thế sinh thái. Các nhà thực vật học và nhà sinh thái học như Arthur Tansley đã sớm phát triển và sửa đổi phương pháp này.
Nhà sinh thái học J. E. Weaver đã áp dụng ô tiêu chuẩn vào việc giảng dạy sinh thái từ năm 1918.

## Phương pháp

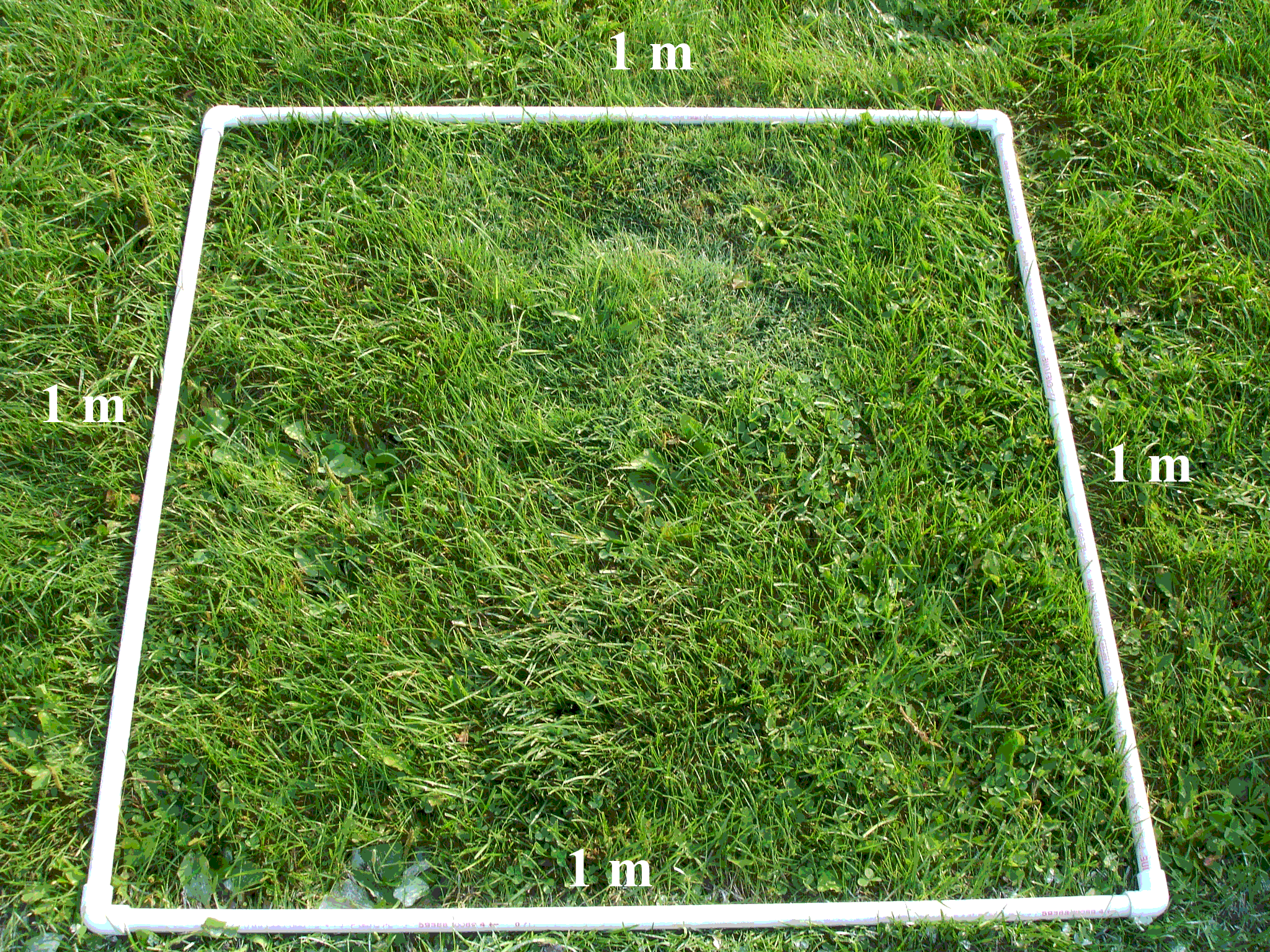
Kích thước một ô tiêu chuẩn bằng nhựa PVC.

Khi một nhà sinh thái học muốn biết có bao nhiêu sinh vật trong một môi trường sống cụ thể, việc đếm tất cả chúng là bất khả thi. Thay vào đó, họ sẽ chỉ tính một phần đại diện nhỏ hơn của quần thể hoặc quần xã đó, gọi là một mẫu. Lấy mẫu thực vật hoặc động vật di chuyển chậm (như ốc sên) có thể được thực hiện bằng cách sử dụng một hình vuông giới hạn một diện tích lấy mẫu, đây chính là ô tiêu chuẩn. Kích thước của ô tiêu chuẩn phụ thuộc vào kích thước của các sinh vật được lấy mẫu. Ví dụ, để đếm các loại cây mọc trên sân trường, người ta có thể sử dụng một ô tiêu chuẩn với các cạnh dài 0,5 hoặc 1 mét. Kích thước ô tiêu chuẩn cũng phụ thuộc nhiều vào loại khảo sát đang được thực hiện. Ví dụ, sẽ khó đạt được kết quả có ý nghĩa nào khi sử dụng ô tiêu chuẩn 0,5m2 trong một nghiên cứu về tán rừng.
Điều quan trọng là lấy mẫu trong một khu vực được thực hiện ngẫu nhiên và mẫu phải mang tính đại diện. Ví dụ: nếu bạn đang lấy mẫu từ một trường học, nhưng để thuận tiện chỉ đặt tứ giác bên cạnh một lối đi có sẵn, điều này có thể không đưa ra một mẫu đại diện cho toàn bộ trường. Mẫu thu được một cách thiên kiến hầu hết không mang lại kết quả khoa học chính xác. Một cách người ta có thể lấy mẫu ngẫu nhiên là đặt các ô tiêu chuẩn tại các tọa độ trên một hệ trục được đánh số.
Nếu nghiên cứu kéo dài có thể yêu cầu các ô tiêu chuẩn tương tự được xem xét lại hàng tháng hoặc thậm chí nhiều năm sau lần lấy mẫu ban đầu. Các phương pháp di dời khu vực nghiên cứu khác nhau cũng rất khác nhau về độ chính xác, bao gồm đo lường từ các điểm đánh dấu vĩnh viễn gần đó, sử dụng máy kinh vĩ toàn đạc, GPS cầm tay và GPS vi sai.